# Tyrrell Racing
Pour les articles homonymes, voir Tyrrell.
Le Tyrrell Racing (ou la Tyrrell Racing Organisation) est une ancienne écurie britannique de sport automobile, fondée en 1960 par Ken Tyrrell. Présente en Formule 1 de 1968 (d'abord avec Matra, puis à partir de 1970 en tant que constructeur) à 1998, elle a connu son heure de gloire avec les trois titres mondiaux de Jackie Stewart. Elle est aussi connue pour avoir engagé la P34, l'unique monoplace à six roues ayant couru en F1, et avoir offert au moteur Cosworth DFV sa 155e et dernière victoire en F1.

## Historique

### Origines et débuts

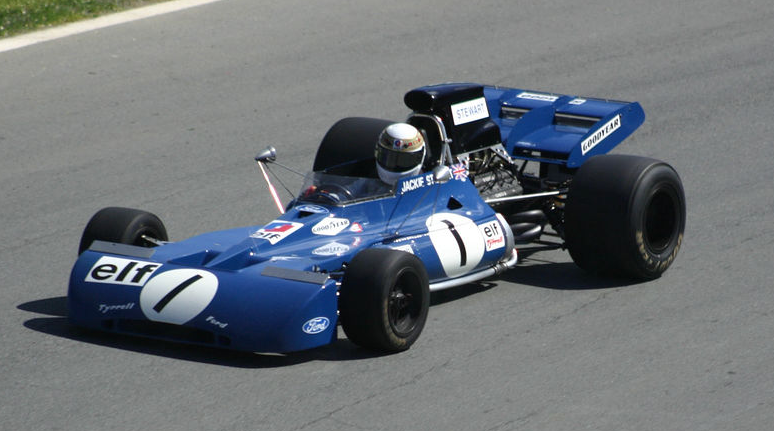
La 003, modèle avec lequel Jackie Stewart remporta le championnat du monde de Formule 1 en 1971

L'écurie Tyrrell a été fondée par Ken Tyrrell, un pilote de niveau modeste des années 1950. Comprenant rapidement qu'il est plus doué pour organiser une équipe de course que pour tenir un volant, il fonde en 1960 la Tyrrell Racing Organisation. Engagée dans les championnats de Formule Junior puis de Formule 3, la TRO permet en 1964 à Jackie Stewart de devenir champion de Grande-Bretagne de F3 au volant d'une Cooper. L'écurie passe, en 1965, au championnat d'Europe de Formule 2. C'est là que Ken Tyrrell se lie avec les dirigeants de Matra. À partir de 1966, Tyrrell engage des Matra F2, et décroche le titre en 1967 avec le pilote belge Jacky Ickx.
Naturellement, l'association Matra-Tyrrell se poursuit en 1968 lorsque les deux firmes décident de s'attaquer au championnat du monde de Formule 1. L'écurie Tyrrell prend alors le nom de Matra International, afin de la différencier de l'équipe officielle Matra basée en France. Dès 1968, la Matra-Ford pilotée par Stewart s'affirme comme l'une des meilleures voitures du plateau. Le pilote écossais termine la saison vice-champion derrière Graham Hill sur Lotus. Stewart et Tyrrell prennent leur revanche l'année suivante : Stewart remporte le titre mondial des pilotes tandis que Matra décroche celui des constructeurs. En 1969, Matra avait décidé de mettre en sommeil son équipe officielle et de concentrer tous ses efforts sur l'équipe Tyrrell (ou Matra International pour respecter la terminologie exacte). Pourtant, cette saison 1969 couronnée de succès sonne le glas de l'association Matra-Tyrrell. Matra, pour la saison 1970, exige en effet de Tyrrell qu'il troque son moteur V8 Ford-Cosworth pour le moteur V12 Matra Sports. Peu convaincus par le potentiel du moteur français après des essais réalisés en fin de saison, Tyrrell et Stewart décident donc de quitter le giron Matra et se tournent in-extrémis vers le nouveau constructeur March. Malgré une victoire de Stewart en début de saison, Tyrrell est rapidement convaincu des faiblesses de ce châssis. Aussi prend-il la décision, au printemps 1970, de devenir constructeur à part entière et de concevoir sa propre Formule 1. La Tyrrell 001, première voiture de la marque, fait ses débuts à la fin de 1970 et signe d'emblée des performances encourageantes.

### Les grandes années Tyrrell

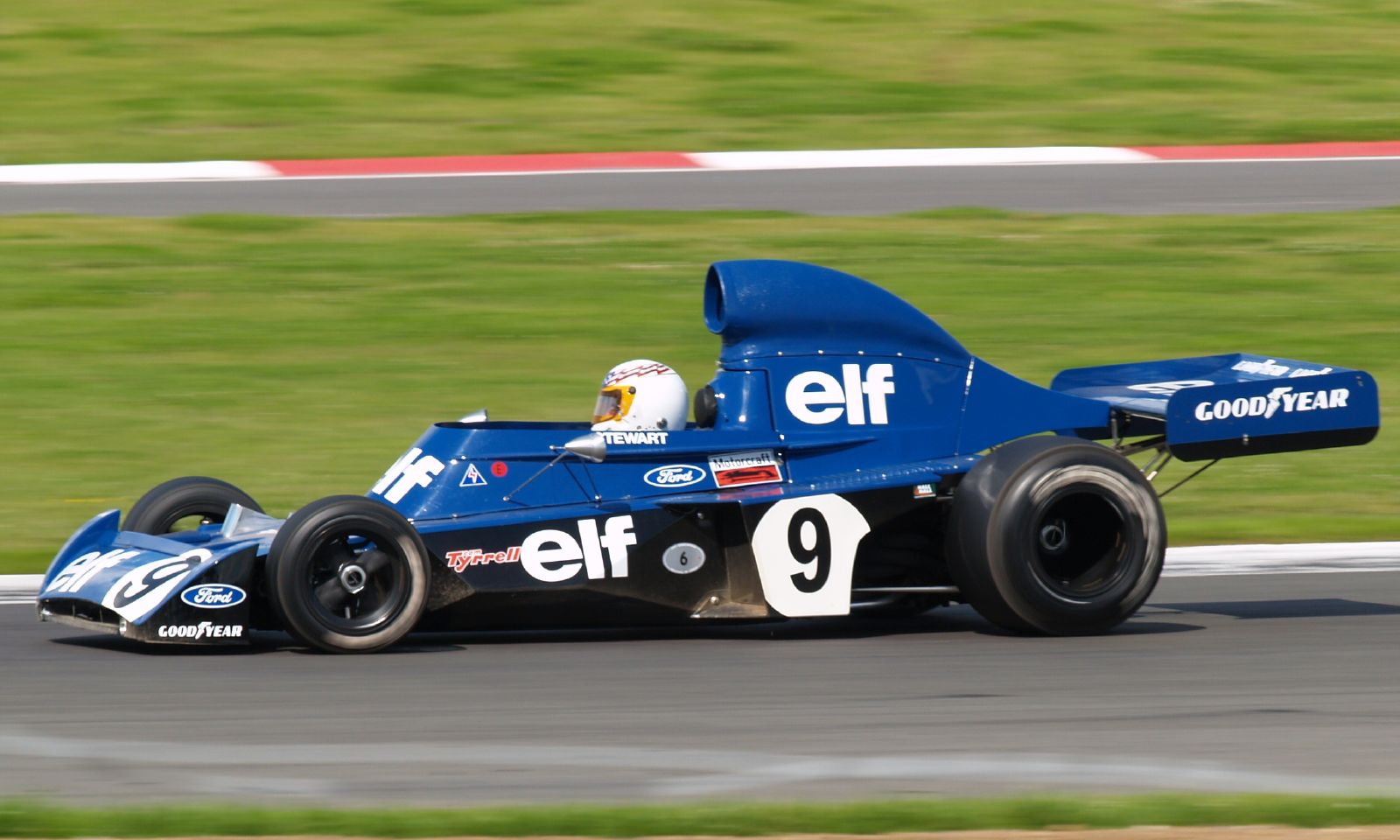
La 006 (1972-1974) de Jackie Stewart

L'équipe Tyrrell concrétise les prometteuses performances de sa nouvelle voiture dès la saison 1971. Dominateur, Jackie Stewart remporte son deuxième titre mondial. C'est également le deuxième titre de l'écurie Tyrrell, mais le premier en tant que constructeur. Le triomphe de Tyrrell est complété par la première victoire en Grand Prix du jeune pilote français François Cevert, à l'origine imposé par Elf, principal sponsor de l'écurie, mais qui par son charme et son talent est rapidement devenu la coqueluche de l'équipe et surtout le solide lieutenant de son chef de file Jackie Stewart.

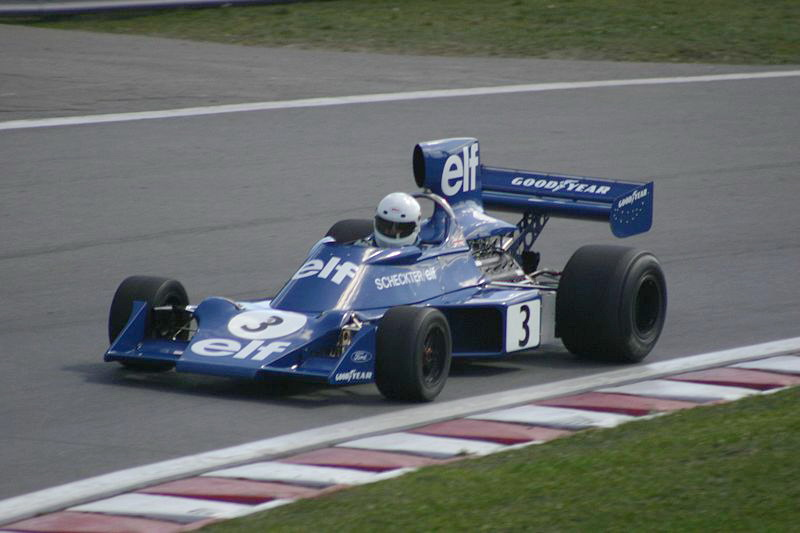
La 007 (1974-1976) de Jody Scheckter

Après une saison 1972 en léger recul (avec tout de même 4 victoires pour Stewart, et la place de vice-champion du monde), Tyrrell retrouve toute sa superbe en 1973, avec une implacable domination du pilote britannique, qui décroche son troisième titre mondial. Mais le succès est terni en fin d'année par l'accident mortel de Cevert, à Watkins Glen, le circuit de son premier succès en F1. Cevert était appelé à devenir le nouveau leader de l'équipe, Stewart ayant averti Tyrrell en cours d'année de sa décision de mettre un terme à sa carrière.
En 1974, avec un inédit duo de pilotes inexpérimentés composé du bouillant Sud-Africain Jody Scheckter et du Français Patrick Depailler, l'écurie Tyrrell réalise une saison au-delà de toutes les espérances puisque Scheckter remporte deux victoires et termine à la troisième place finale du classement général, après avoir longtemps fait figure de champion du monde potentiel. Mais la saison 1975 est plus délicate, malgré une nouvelle victoire de Scheckter.

### 6 roues, déclin et tricherie

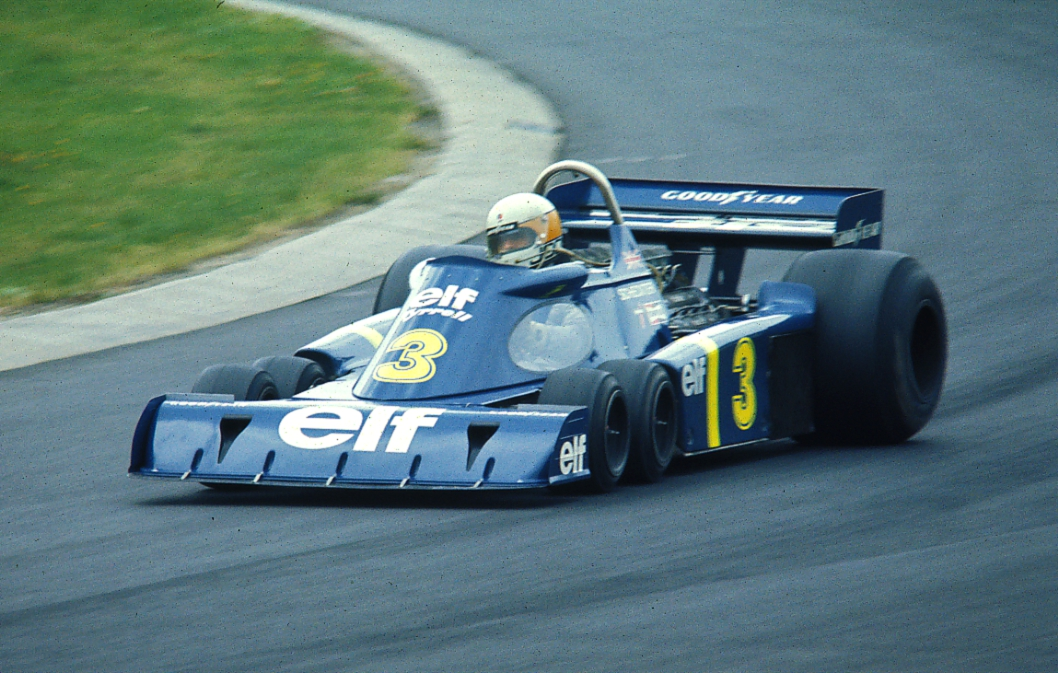
Jody Scheckter au volant de la Tyrrell-Ford P34 en 1976

Désormais dépassée par les écuries McLaren, Brabham et Ferrari, l'équipe Tyrrell tente de redorer son blason en proposant une solution technique absolument révolutionnaire. Début 1976, l'équipe Tyrrell présente ainsi la Tyrrell P34, dont la caractéristique principale est de posséder 6 roues (2 roues classiques à l'arrière, et 4 roulettes à l'avant), afin de lui garantir en théorie une adhérence supérieure à la concurrence. Malgré des résultats honorables au cours de ses deux saisons d'activité (1976 et 1977), la "6 roues" ne sera pourtant jamais l'arme absolue tant espérée par son créateur Derek Gardner. En 1976, la P34 signe un sensationnel doublé (Scheckter devant Depailler) au GP de Suède, mais en 1977, les performances sont en chute libre. Goodyear refusant de continuer à concevoir des pneus spécialement pour Tyrrell (les 4 roues avant de la P34 sont plus petites que celles de la concurrence) l'écurie décide de stopper le projet.

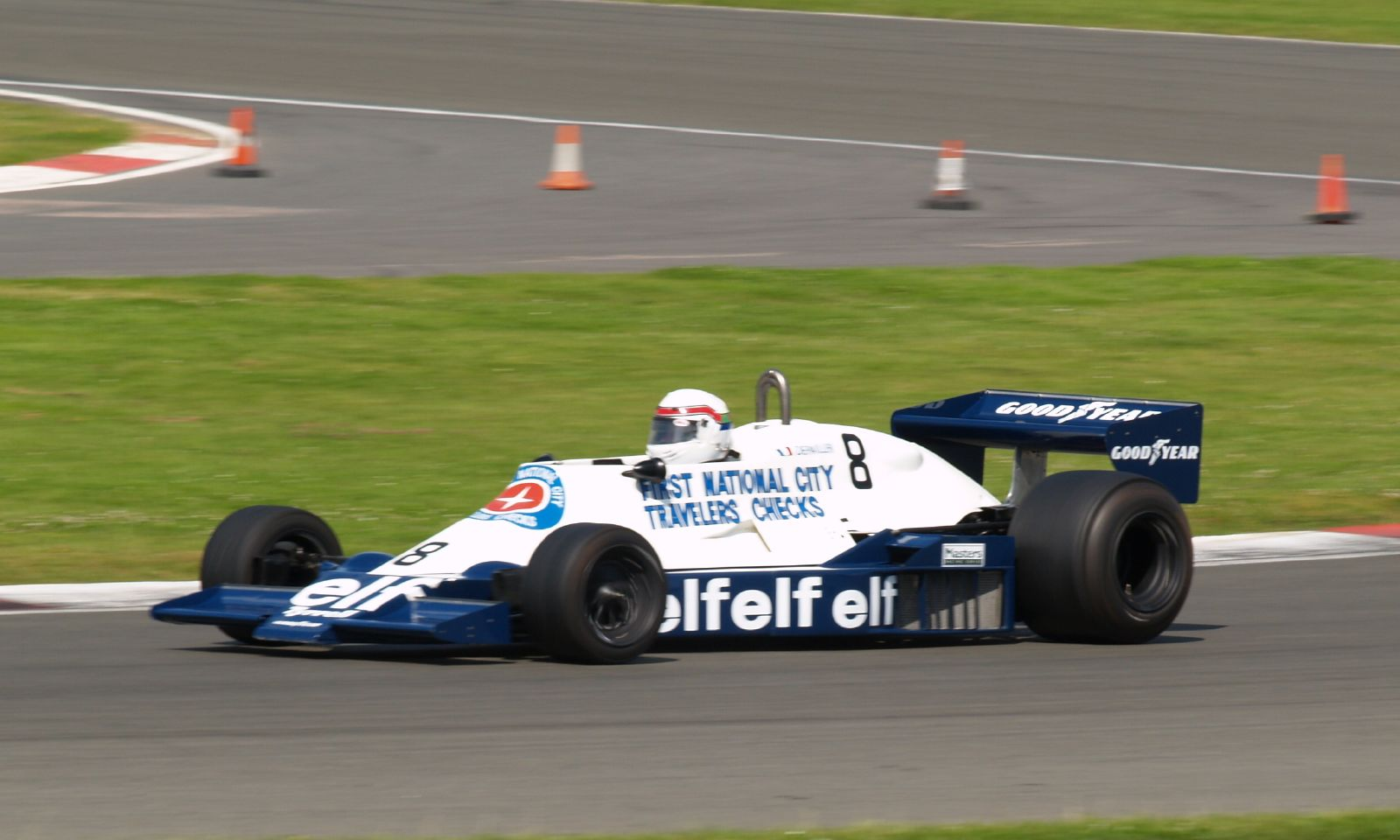
La 008 de 1978

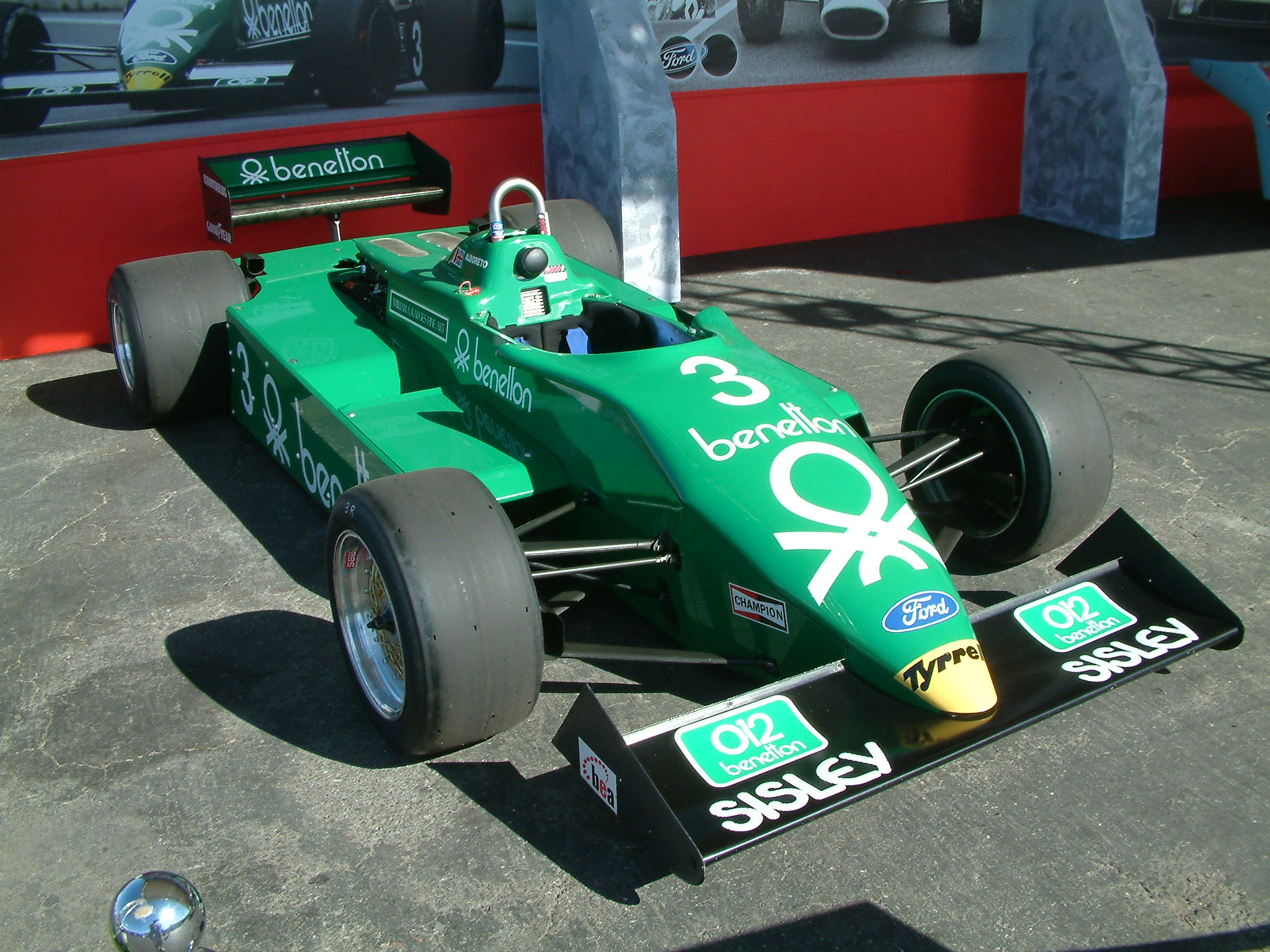
La 011 de 1983

En 1978, Tyrrell renoue avec le succès grâce à la victoire de Depailler au GP de Monaco. Mais cette performance ne suffit pas à dissimuler le déclin de l'équipe, qui bénéficie d'un budget de plus en plus étriqué et qui n'est pas en mesure de suivre les révolutions techniques de l'effet de sol à partir de 1978, et de la motorisation turbo à partir du début des années 1980. Après des saisons 1979, 1980 et 1981 anonymes, Tyrrell retrouve des couleurs avec le jeune italien Michele Alboreto. Handicapé la majeure partie de l'année par la faible puissance de son V8 Ford-Cosworth atmosphérique, l'Italien met à profit l'agilité de son moteur sur les sinueux tracés urbains. Il s'impose ainsi dans les rues de Las Vegas en 1982 et dans celles de Detroit en 1983. Il s'agit des dernières victoires de Tyrrell en Formule 1.
En 1984, devenue la seule équipe équipée d'un moteur atmosphérique, Tyrrell entend bien rééditer ses coups d'éclat de 1982 et 1983. Pour cela, et en l'absence d'Alboreto parti chez Ferrari, elle peut compter sur les prometteurs débutants Stefan Bellof et Martin Brundle. À défaut de victoire, le podium de Bellof à Monaco ainsi que la deuxième place de Brundle à Detroit concrétisent en partie les espoirs de l'équipe. Mais à la mi-saison, convaincue de tricherie, Tyrrell est exclue du championnat du monde, et ses résultats du début d'année annulés : Tyrrell faisait partir ses voitures en dessous du poids légal, puis les lestait en fin de course avec des billes de plomb injectées dans le réservoir lors d'un simulacre de ravitaillement en eau du système de freinage; les monoplaces passaient ainsi avec succès le contrôle technique d'après course. À l'époque, les ravitaillements en essence étaient interdits, et ces arrêts pour ravitaillement en eau intriguèrent les commissaires du GP de Detroit, où les Tyrrell à moteur atmosphérique furent aussi performantes que les voitures turbo. Henri Mosson et Gabriele Cadringher, qui firent entièrement démonter les Tyrrell à la fin du GP, et qui inspectèrent les réservoirs « à eau » mirent au jour grâce à ce contrôle la supercherie, qui engendra l'exclusion de l'écurie Tyrrell du championnat de F1 1984 et l'annulation de ses résultats, malgré une procédure en appel de Ken Tyrrell.

### La fin de Tyrrell Racing

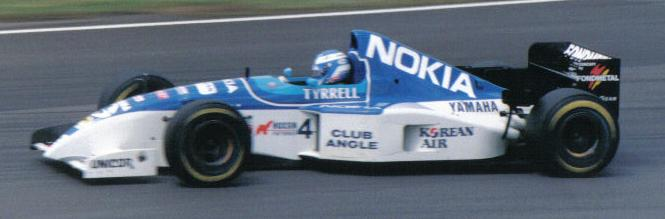
Mika Salo sur Tyrrell 023 au GP de Grande-Bretagne 1995

De retour sur les grilles en 1985, bien que disposant d'une fourniture moteur par Renault (de mi-1985 à fin 1986) Tyrrell ne retrouvera jamais les sommets, malgré quelques coups d'éclat ponctuels. À la fin des années 1980, l'arrivée de l'expérimenté et brillant ingénieur gallois Harvey Postlethwaite permet à l'équipe de redorer son blason, malgré un criant manque de moyens financiers. Signe du déclin de l'équipe, Ken Tyrrell est obligé de faire appel à des pilotes payants. Cette politique n'exclut pas la possibilité de dénicher la perle rare, comme Jean Alesi au cours de la saison 1989. Ce dernier réalise une brillante saison 1990, avec deux deuxièmes places à Phoenix (sur la Tyrrell 018) et à Monaco au volant de la nouvelle Tyrrell 019. Cette monoplace, conçue par Harvey Postlethwaite et l'aérodynamicien français Jean-Claude Migeot se distingue par une aérodynamique très travaillée, et notamment un museau surélevé qui lancera une mode dont s'inspirent encore les F1 aujourd'hui.
Avec l'appui de Honda, Tyrrell semble en mesure de confirmer son redressement en 1991, mais ce retour en forme ne durera pas. Bien que Stefano Modena signe de bons résultats (podium au Canada, qualification en première ligne à Monaco), le budget trop étriqué continue de se faire ressentir douloureusement et les voitures retombent rapidement en fond de grille. En fin de saison, Stefano Modena part chez Jordan, Harvey Postlethwaite rejoint Ferrari et Satoru Nakajima prend sa retraite ; Tyrrell perd également son motoriste Honda et son sponsor principal. 
Tyrrell entame 1992 avec une voiture vierge de tout sponsor et un moteur Ilmor LH10. Les monoplaces, simples évolutions de celles de la saison précédente, sont confiées aux pilotes payants Olivier Grouillard et Andrea De Cesaris. Seul l'Italien inscrit des points, lors du Grand Prix du Canada, ce qui permet à Tyrrell de se classer sixième du championnat, avec 8 points. En 1993, Yamaha fournit les moteurs en échange de la titularisation du Japonais Ukyo Katayama, la deuxième voiture restant aux mains d'Andrea De Cesaris. Le bloc Yamaha OX10A rend 90 chevaux au moteur Renault de Williams. Tyrrell termine la saison sans avoir marqué de points, deux dixièmes places constituant ses meilleurs résultats.

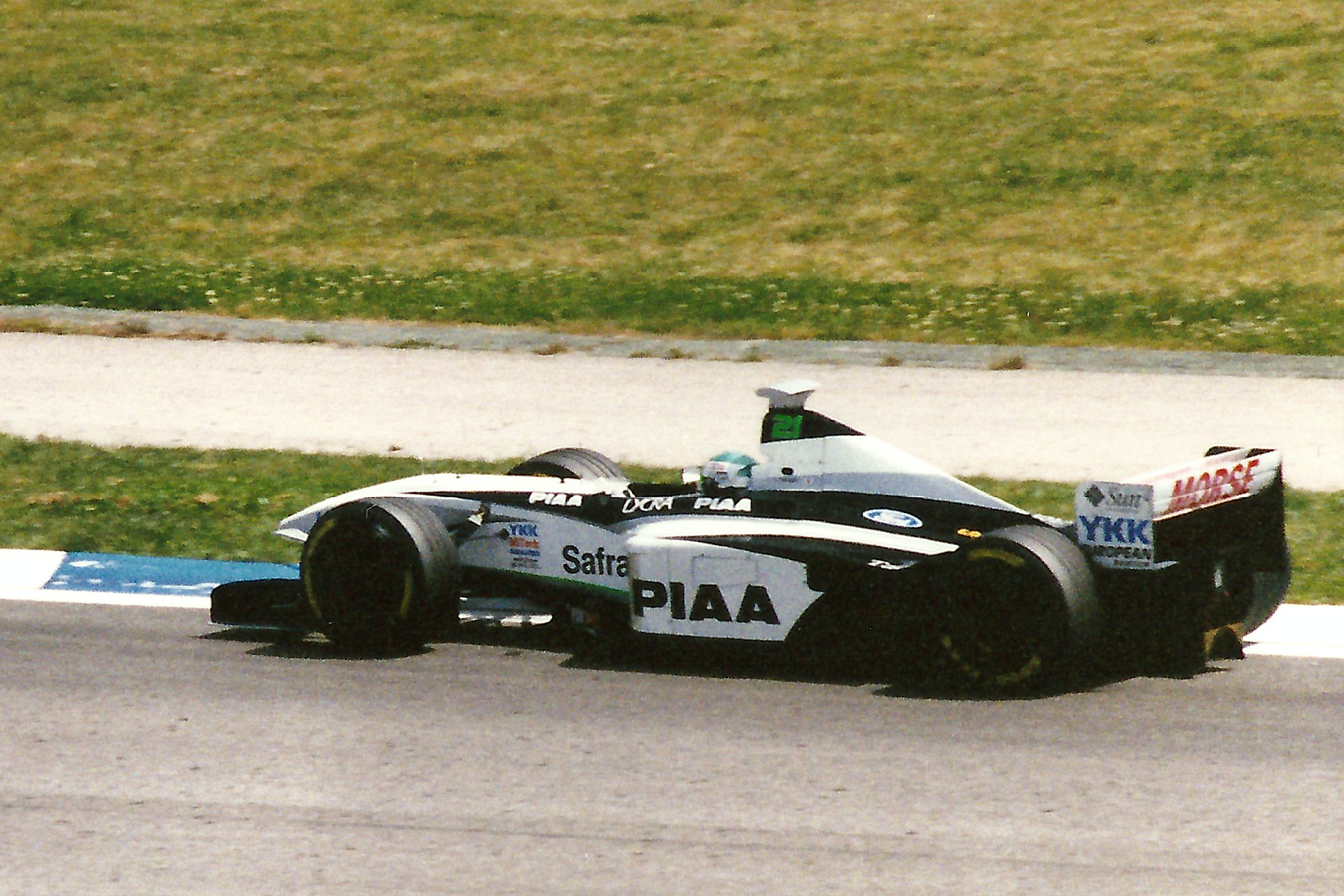
Toranosuke Takagi au GP d'Espagne 1998

Pour 1994, Ukyo Katayama est conservé tout comme le moteur japonais tandis que le pilote britannique Mark Blundell rejoint l'écurie. Ce dernier réussit l'exploit de monter sur le podium, lors du Grand Prix d'Espagne, le dernier de l'écurie. Tyrrell termine septième du championnat avec 13 points. 
En 1997, Mika Salo marque les derniers points de l'écurie. Après avoir rejeté plusieurs offres (courant 1997, on a notamment parlé d'un possible rachat par l'ancien pilote japonais Satoru Nakajima, promu un temps au poste de directeur sportif), Ken Tyrrell accepte, en décembre 1997, de vendre l'écurie au groupe British American Tobacco et abandonne la direction de l'écurie à l'homme d'affaires Craig Pollock (alors surtout connu pour être le manager de Jacques Villeneuve). Après une ultime saison sous le nom Tyrrell, l'équipe disparait fin 1998 pour céder la place à la nouvelle écurie British American Racing.

## Résultats en championnat du monde de Formule 1
| Saison | Écurie                          | Châssis                                                     | Moteur                            | Pneus    | Pilotes                                                                     | Grands Prix disputés | Pole positions | Meilleurs tours | Victoires | Points inscrits | Classement  |
| ------ | ------------------------------- | ----------------------------------------------------------- | --------------------------------- | -------- | --------------------------------------------------------------------------- | -------------------- | -------------- | --------------- | --------- | --------------- | ----------- |
| 1970   | Tyrrell Racing Organisation     | March 701 Tyrrell 001                                       | Ford-Cosworth V8                  | Dunlop   | Jackie Stewart Johnny Servoz-Gavin François Cevert                          | 10                   | 3              | 0               | 0         | 0               | Non classé  |
| 1971   | Elf Team Tyrrell                | Tyrrell 001 Tyrrell 002 Tyrrell 003                         | Ford-Cosworth V8                  | Goodyear | Jackie Stewart François Cevert Peter Revson                                 | 11                   | 6              | 4               | 7         | 73              | Champion    |
| 1972   | Elf Team Tyrrell                | Tyrrell 002 Tyrrell 003 Tyrrell 004 Tyrrell 005 Tyrrell 006 | Ford-Cosworth V8                  | Goodyear | Jackie Stewart François Cevert Patrick Depailler                            | 12                   | 2              | 4               | 4         | 51              | 2e          |
| 1973   | Elf Team Tyrrell                | Tyrrell 005 Tyrrell 006                                     | Ford-Cosworth V8                  | Goodyear | Jackie Stewart François Cevert Chris Amon                                   | 14                   | 3              | 2               | 5         | 86              | 2e          |
| 1974   | Elf Team Tyrrell                | Tyrrell 005 Tyrrell 006 Tyrrell 007                         | Ford-Cosworth V8                  | Goodyear | Jody Scheckter Patrick Depailler                                            | 15                   | 1              | 3               | 2         | 52              | 3e          |
| 1975   | Elf Team Tyrrell                | Tyrrell 007                                                 | Ford-Cosworth V8                  | Goodyear | Jody Scheckter Patrick Depailler Jean-Pierre Jabouille Michel Leclère       | 14                   | 0              | 1               | 1         | 25              | 5e          |
| 1976   | Elf Team Tyrrell                | Tyrrell 007 Tyrrell P34                                     | Ford-Cosworth V8                  | Goodyear | Jody Scheckter Patrick Depailler                                            | 16                   | 1              | 2               | 1         | 71              | 3e          |
| 1977   | Elf Team Tyrrell                | Tyrrell P34                                                 | Ford-Cosworth V8                  | Goodyear | Ronnie Peterson Patrick Depailler                                           | 17                   | 0              | 1               | 0         | 27              | 5e          |
| 1978   | Elf Team Tyrrell                | Tyrrell 008                                                 | Ford-Cosworth V8                  | Goodyear | Didier Pironi Patrick Depailler                                             | 16                   | 0              | 0               | 1         | 38              | 4e          |
| 1979   | Team Tyrrell Candy Tyrrell Team | Tyrrell 009                                                 | Ford-Cosworth V8                  | Goodyear | Didier Pironi Jean-Pierre Jarier Geoff Lees Derek Daly                      | 15                   | 0              | 0               | 0         | 28              | 5e          |
| 1980   | Candy Tyrrell Team              | Tyrrell 009 Tyrrell 010                                     | Ford-Cosworth V8                  | Goodyear | Jean-Pierre Jarier Mike Thackwell Derek Daly                                | 14                   | 0              | 0               | 0         | 12              | 6e          |
| 1981   | Tyrrell Racing Team             | Tyrrell 010 Tyrrell 011                                     | Ford-Cosworth V8                  | Goodyear | Eddie Cheever Kevin Cogan Michele Alboreto Ricardo Zunino                   | 15                   | 0              | 0               | 0         | 10              | 8e          |
| 1982   | Team Tyrrell                    | Tyrrell 011                                                 | Ford-Cosworth V8                  | Goodyear | Michele Alboreto Slim Borgudd Brian Henton                                  | 16                   | 0              | 2               | 1         | 25              | 6e          |
| 1983   | Benetton Tyrrell Team           | Tyrrell 011 Tyrrell 012                                     | Ford-Cosworth V8                  | Goodyear | Michele Alboreto Danny Sullivan                                             | 15                   | 0              | 0               | 1         | 12              | 7e          |
| 1984   | Tyrrell Racing Organisation     | Tyrrell 012                                                 | Ford-Cosworth V8                  | Goodyear | Martin Brundle Stefan Bellof Stefan Johansson Mike Thackwell                | 12                   | 0              | 0               | 0         | 0               | Disqualifié |
| 1985   | Tyrrell Racing Organisation     | Tyrrell 012 Tyrrell 014                                     | Ford-Cosworth V8 Renault V6 turbo | Goodyear | Martin Brundle Stefan Bellof Stefan Johansson Philippe Streiff Ivan Capelli | 16                   | 0              | 0               | 0         | 7               | 9e          |
| 1986   | Data General Team Tyrrell       | Tyrrell 014 Tyrrell 015                                     | Renault V6 turbo                  | Goodyear | Martin Brundle Philippe Streiff                                             | 16                   | 0              | 0               | 0         | 11              | 7e          |
| 1987   | Data General Team Tyrrell       | Tyrrell DG016                                               | Ford-Cosworth V8                  | Goodyear | Jonathan Palmer Philippe Streiff                                            | 16                   | 0              | 0               | 0         | 11              | 6e          |
| 1988   | Tyrrell Racing Organisation     | Tyrrell 017                                                 | Ford-Cosworth V8                  | Goodyear | Jonathan Palmer Julian Bailey                                               | 15                   | 0              | 0               | 0         | 5               | 8e          |
| 1989   | Tyrrell Racing Organisation     | Tyrrell 017B Tyrrell 018                                    | Ford-Cosworth V8                  | Goodyear | Jonathan Palmer Johnny Herbert Jean Alesi Michele Alboreto                  | 16                   | 0              | 1               | 0         | 16              | 5e          |
| 1990   | Tyrrell Racing Organisation     | Tyrrell 018 Tyrrell 019                                     | Ford-Cosworth V8                  | Pirelli  | Jean Alesi Satoru Nakajima                                                  | 16                   | 0              | 0               | 0         | 16              | 5e          |
| 1991   | Braun Tyrrell Honda             | Tyrrell 020                                                 | Honda V10                         | Pirelli  | Stefano Modena Satoru Nakajima                                              | 16                   | 0              | 0               | 0         | 12              | 6e          |
| 1992   | Tyrrell Racing Organisation     | Tyrrell 020B                                                | Ilmor V10                         | Goodyear | Andrea De Cesaris Olivier Grouillard                                        | 16                   | 0              | 0               | 0         | 8               | 6e          |
| 1993   | Tyrrell Racing Organisation     | Tyrrell 020C Tyrrell 021                                    | Yamaha V10                        | Goodyear | Andrea De Cesaris Ukyo Katayama                                             | 16                   | 0              | 0               | 0         | 0               | Non classé  |
| 1994   | Tyrrell Racing Organisation     | Tyrrell 022                                                 | Yamaha V10                        | Goodyear | Mark Blundell Ukyo Katayama                                                 | 16                   | 0              | 0               | 0         | 13              | 7e          |
| 1995   | Nokia Tyrrell Yamaha            | Tyrrell 023                                                 | Yamaha V10                        | Goodyear | Mika Salo Ukyo Katayama Gabriele Tarquini                                   | 17                   | 0              | 0               | 0         | 5               | 8e          |
| 1996   | Tyrrell Yamaha                  | Tyrrell 024                                                 | Yamaha V10                        | Goodyear | Mika Salo Ukyo Katayama                                                     | 16                   | 0              | 0               | 0         | 5               | 8e          |
| 1997   | PIAA Tyrrell                    | Tyrrell 025                                                 | Ford-Cosworth V8                  | Goodyear | Mika Salo Jos Verstappen                                                    | 17                   | 0              | 0               | 0         | 2               | 10e         |
| 1998   | PIAA Tyrrell                    | Tyrrell 026                                                 | Ford-Cosworth V10                 | Goodyear | Toranosuke Takagi Ricardo Rosset                                            | 16                   | 0              | 0               | 0         | 0               | Non classé  |

| Saison | Écurie                       | Châssis     | Moteur        | Pneus       | Pilotes                  | Grands Prix disputés |
| ------ | ---------------------------- | ----------- | ------------- | ----------- | ------------------------ | -------------------- |
| 1973   | Blignaut Lucky Strike Racing | Tyrrell 004 | Ford-Cosworth | Goodyear    | Eddie Keizan             | 1                    |
| 1974   | Blignaut Embassy Racing SA   | Tyrrell 004 | Ford-Cosworth | Firestone   | Eddie Keizan             | 1                    |
| 1975   | Lexington Racing             | Tyrrell 007 | Ford-Cosworth | Goodyear    | Ian Scheckter            | 1                    |
| 1976   | Lexington Racing             | Tyrrell 007 | Ford-Cosworth | Goodyear    | Ian Scheckter            | 1                    |
| 1976   | Scuderia Gulf Rondini        | Tyrrell 007 | Ford-Cosworth | Goodyear    | Alessandro Pesenti-Rossi | 4                    |
| 1976   | ÖASC Racing Team             | Tyrrell 007 | Ford-Cosworth | Goodyear    | Otto Stuppacher          | 3                    |
| 1976   | Heroes Racing                | Tyrrell 007 | Ford-Cosworth | Bridgestone | Kazuyoshi Hoshino        | 1                    |
| 1977   | Meiritsu Racing Team         | Tyrrell 007 | Ford-Cosworth | Dunlop      | Kunimitsu Takahashi      | 1                    |

## Résultats en championnat d'Europe de Formule 2
| Saison | Écurie              | Châssis             | Moteur                   | Pneus  | Pilotes                                                                   | Grands Prix disputés | Pole positions | Victoires |
| ------ | ------------------- | ------------------- | ------------------------ | ------ | ------------------------------------------------------------------------- | -------------------- | -------------- | --------- |
| 1967   | Matra International | Matra MS5 Matra MS7 | Ford-Cosworth FVA 1.6 L4 | Dunlop | Jackie Stewart Jacky Ickx Jean-Pierre Jaussaud                            | 10                   | 1              | 3         |
| 1968   | Matra International | Matra MS7           | Ford-Cosworth FVA 1.6 L4 | ?      | Jackie Stewart                                                            | 1                    | 0              | 0         |
| 1969   | Matra International | Matra MS7           | Ford-Cosworth FVA 1.6 L4 | ?      | Jackie Stewart Johnny Servoz-Gavin Jean-Pierre Beltoise Claudio Francisci | 7                    | 1              | 3         |